# Ezequiel 47

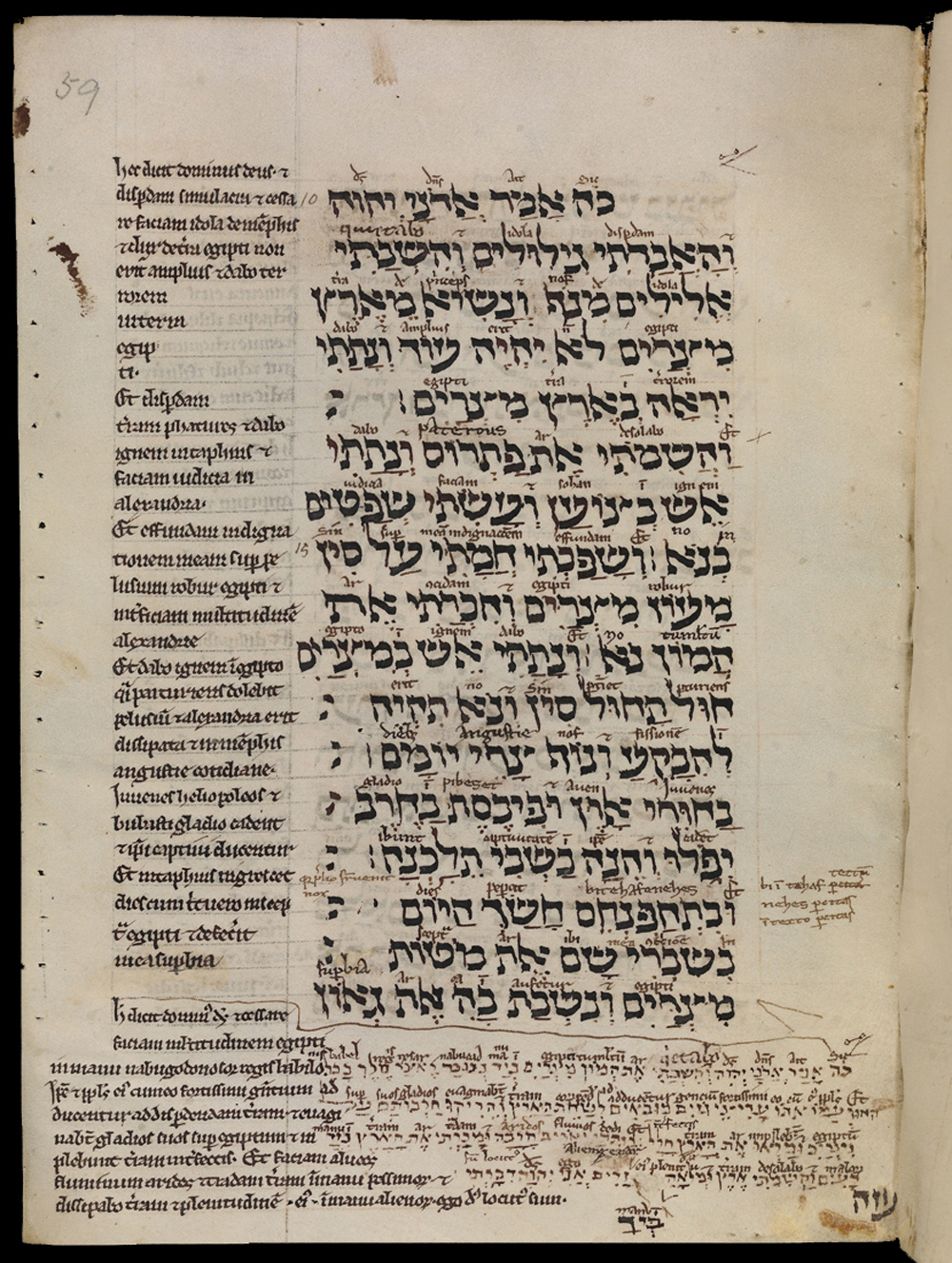
Manuscrito inglês do século XIII do Livro de Ezequiel. O conteúdo é o de Ezequiel 30:13-18. O texto, apesar de ser em hebraico (e, pois, escrito originariamente da direita para a esquerda), está escrito da esquerda para a direita, como no latim. Foi organizado, com propósito de estudo por eruditos cristãos, combinando latim e hebraico.

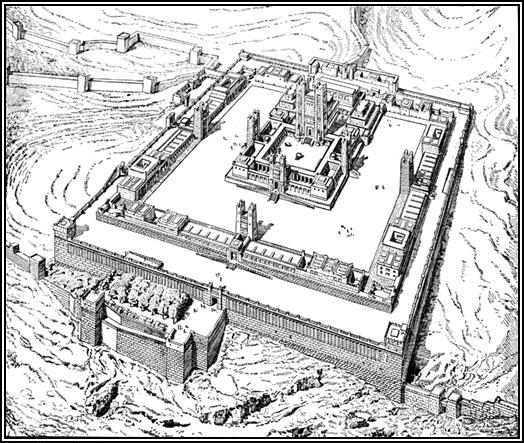
O plano do Templo, na visão de Ezequiel, desenhado pelo arquiteto e erudito bíblico francês do século XIX Charles Chipiez

Ezequiel 47 é o quadragésimo sétimo capítulo do Livro de Ezequiel na Bíblia hebraica, ou Antigo Testamento da Bíblia dos Cristãos. Este livro contém as profecias do profeta Ezequiel, e é uma parte dos Livros dos Profetas. Os capítulos 40 a 48 dão a imagem ideal de um novo templo. Este capítulo 47 contém a visão de Ezequiel das águas sagradas (Ezequiel 47:1 a 5) e a sua virtude (Ezequiel 47:6-12); as fronteiras da terra (Ezequiel 47:13-21); a divisão dela por tamanho (Ezequiel 47:22,23).

## Idiomas e versões
- O texto original está escrito, naturalmente, na língua hebraica.
- O Texto massorético (século 10), escrito em hebraico é um dos mais antigos manuscritos que o contêm.
- Este capítulo está dividido em 23 de versos.
- Assim como os demais livros da Bíblia Sagrada, ele foi, na época oportuna, traduzido para o latim, depois para o grego, compondo, respectivamente as versões Vulgata latina e Septuaginta.

## Significado bíblico
O capítulo 47 do Livro de Ezequiel integra um todo harmonioso, no contexto dos livros proféticos do Antigo Testamento Bíblico. Assim, ele contém e ele é, em si, um conjunto de profecias e visões, segundo o texto da Bíblia Sagrada reveladas por Deus a Ezequiel.

O adequado entendimento dessas profecias e visões tem sido objeto de estudos e interpretações de conteúdos variados. Alguns desses estudos e interpretações pretendem apontá-lo em conexão com os afloramentos de água doce ("bolaines") em regiões próximas do Mar Morto e afirmam ou propõem que esses "afloramentos incomuns", segundo dizem, seria o cumprimento da profecia escrita pelo profeta Ezequiel nesse capítulo 47. Entretanto, outros estudiosos bíblicos discordam dessa interpretação, reputando-a por apenas "ocorrência geomorfológica e hidrológica natural", em razão, justamente, do progressivo declínio de nível, por evaporação, da água do Mar Morto, que, em razão disso, torna-se mais e mais concentrado em saís. Os defensores dessa posição argumentam que o cumprimento da profecia de Ezequiel 47 será após o arrebatamento dos salvos da igreja de Jesus Cristo e, mesmo após a consumação dos sete anos da Grande Tribulação, quando, então, por intervenção não natural, mas sobrenatural, por parte de Deus, fluirão "águas vivas" a regenerar o Mar Morto, transformando-o num verdadeiro "Mar Vivo", isto é, cheio de abundante vida, bem como constituindo-se em fonte de cura e saúde:
- "(8) Então disse-me: Estas águas saem para a região oriental, e descem ao deserto, e entram no mar; e, sendo levadas ao mar, as águas tornar-se-ão saudáveis.
- (9) E será que toda a criatura vivente que passar por onde quer que entrarem estes rios viverá; e haverá muitíssimo peixe, porque lá chegarão estas águas, e serão saudáveis, e viverá tudo por onde quer que entrar este rio.
- (10) Será também que os pescadores estarão em pé junto dele; desde En-Gedi até En-Eglaim haverá lugar para estender as redes; o seu peixe, segundo a sua espécie, será como o peixe do mar grande, em multidão excessiva.
- (11) Mas os seus charcos e os seus pântanos não tornar-se-ão saudáveis; serão deixados para sal.
- (12) E junto ao rio, à sua margem, de um e de outro lado, nascerá toda a sorte de árvore que dá fruto para se comer; não cairá a sua folha, nem acabará o seu fruto; nos seus meses produzirá novos frutos, porque as suas águas saem do santuário; e o seu fruto servirá de comida e a sua folha de remédio."

[Ezequiel 47:22,23 (versão Almeida Corrigida e Fiel)]

### Judaicas
- Ezekiel 47 Hebrew with Parallel English
- Ezekiel 47 Hebrew with Rashi's Commentary

### Cristãs
- Ezekiel 47 English Translation with Parallel Latin Vulgate